# Macchiaioli

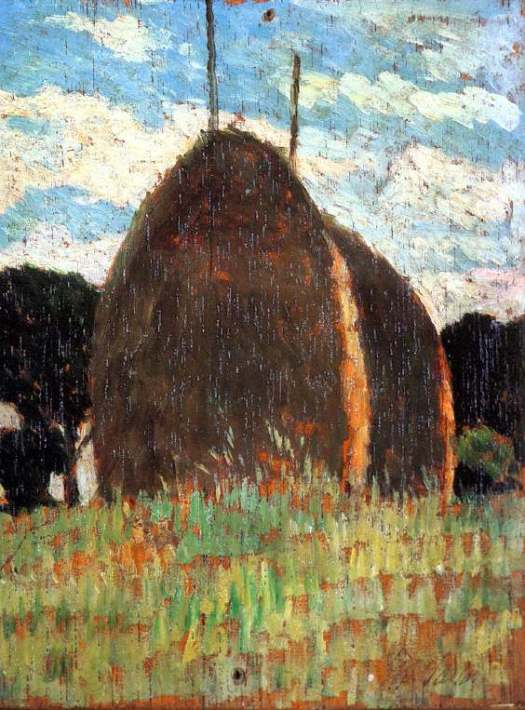
Höstackar av Giovanni Fattori, den ledande konstnären i Macchiaioli-rörelsen.

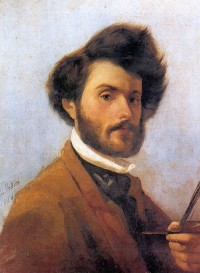
Giovanni Fattori, Självporträtt, 1854, olja på duk, 59 x 46,5 cm, Florens, Galleria d'Arte Moderna.

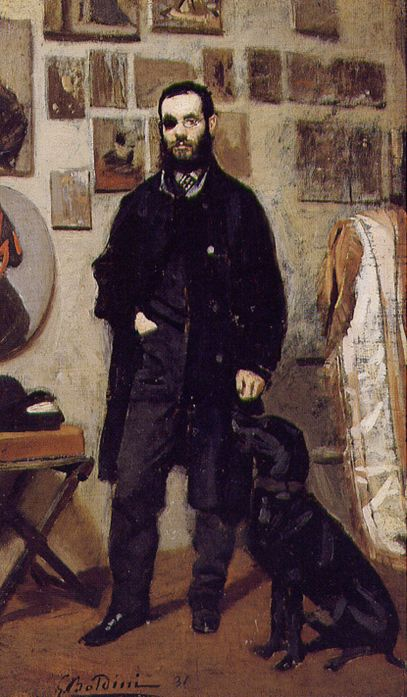
Porträtt av Giuseppe Abbati, av Giovanni Boldini, 1865.

Macchiaioli-gruppen var en samling italienska konstnärer från Toskana som under andra hälften av artonhundratalet bröt med det akademiska italienska måleriet genom att måla utomhus för att fånga naturens ljus, form och färg och på så sätt var föregångare till de franska impressionisterna på 1860-talet. Gruppens tre mest kända konstnärer var Giovanni Fattori, Silvestro Lega och Telemaco Signorini.

## Historia
Rörelsen växte fram ur en liten grupp konstnärer där flera hade varit aktiva i den italienska revolten 1848. De träffades under 1850-talet på Caffè Michelangiolo i Florens för att diskutera konst och politik. Missnöjda med den akademiska konsten ville de förnya den italienska konsten så att den återfick den djärvhet de såg hos gamla mästare som Caravaggio och Tintoretto. De inspirerades också av sina franska samtida i Barbizonskolan.
Konstnärsgruppen ansåg att områden av ljus och skugga, "macchia" (fläckar), var ett konstverks viktigaste komponent. Ordet macchia användes under artonhundratalet ofta av italienska konstnärer och kritiker när de vill berömma en målning för dess kvalitet, vare sig det handlade om en spontan, skissartad effekt eller en genomtänkt helhet.
Ordet Macchiaioli förekom i tryck första gången 3 november 1862 i tidningen Gazzetta del Popolo, i en negativ recension av en utställning av gruppens konst. Ordet hade då flera negativa innebörder: det antydde att målarnas färdiga verk var slarviga skisser och anspelade på det idiomatiska uttrycket "darsi alla macchia", ungefär "att gömma sig ute i buskarna". Och faktum var att konstnärerna i gruppen målade mycket av sina verk ute i naturen. I den bemärkelsen pekade ordet också på att gruppen kunde ses som rebeller eller laglösa som inte respekterade sin tid konsttradition och arbetade utanför dess ramar. 
I början förlöjligades Macchiaioli-rörelsen och flera av konstnärerna dog bortglömda eller uppmärksammades inte förrän slutet av artonhundratalet.
Idag är Macchiaioli-gruppen ganska okänd utanför Italien. En del av förklaringen kan vara att det mesta av deras verk utanför Italien finns i privata samlingar, en annan det generellt svaga intresset för italiensk artonhundratalskonst jämfört med intresset för den italienska renässansen och barocken, både i Italien och utomlands.
I Italien talar man också om "post-macchiaioli", en grupp konstnärer som fortsatte verka i Toskana i Macchiaiaoli-gruppens tradition, ungefär mellan 1880 och 1930. Dit brukar räknas Giovanni Bartolena, Leonetto Cappiello, Vittorio Matteo Corcos, Mario Dini, Oscar Ghiglia, Ulvi Liegi, Guglielmo Micheli, Alfredo Müller, Plinio Nomellini och Lorenzo Viani. Fattoris lärjunge Raffaello Gambogi brukar ibland räknas till själva Macchiaioli-gruppen, ibland till efterföljarna.

## Konstnärer
- Giuseppe Abbati
- Odoardo Borrani
- Vincenzo Cabianca
- Vito D'Ancona
- Giovanni Fattori
- Silvestro Lega
- Telemaco Signorini
- Raffaello Gambogi

## Verk

Exempel på Macchiaioli-konstnärernas verk
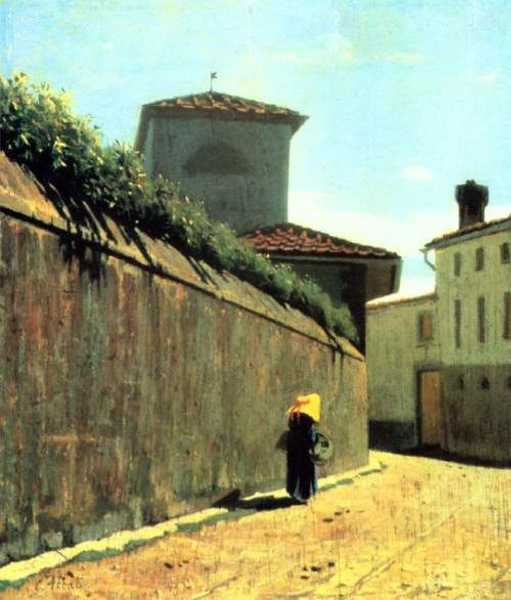
Giuseppe Abbati - Stradina al sole
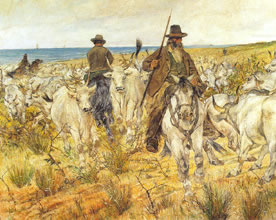
Giovanni Fattori - Bestiame al pascolo, 1893
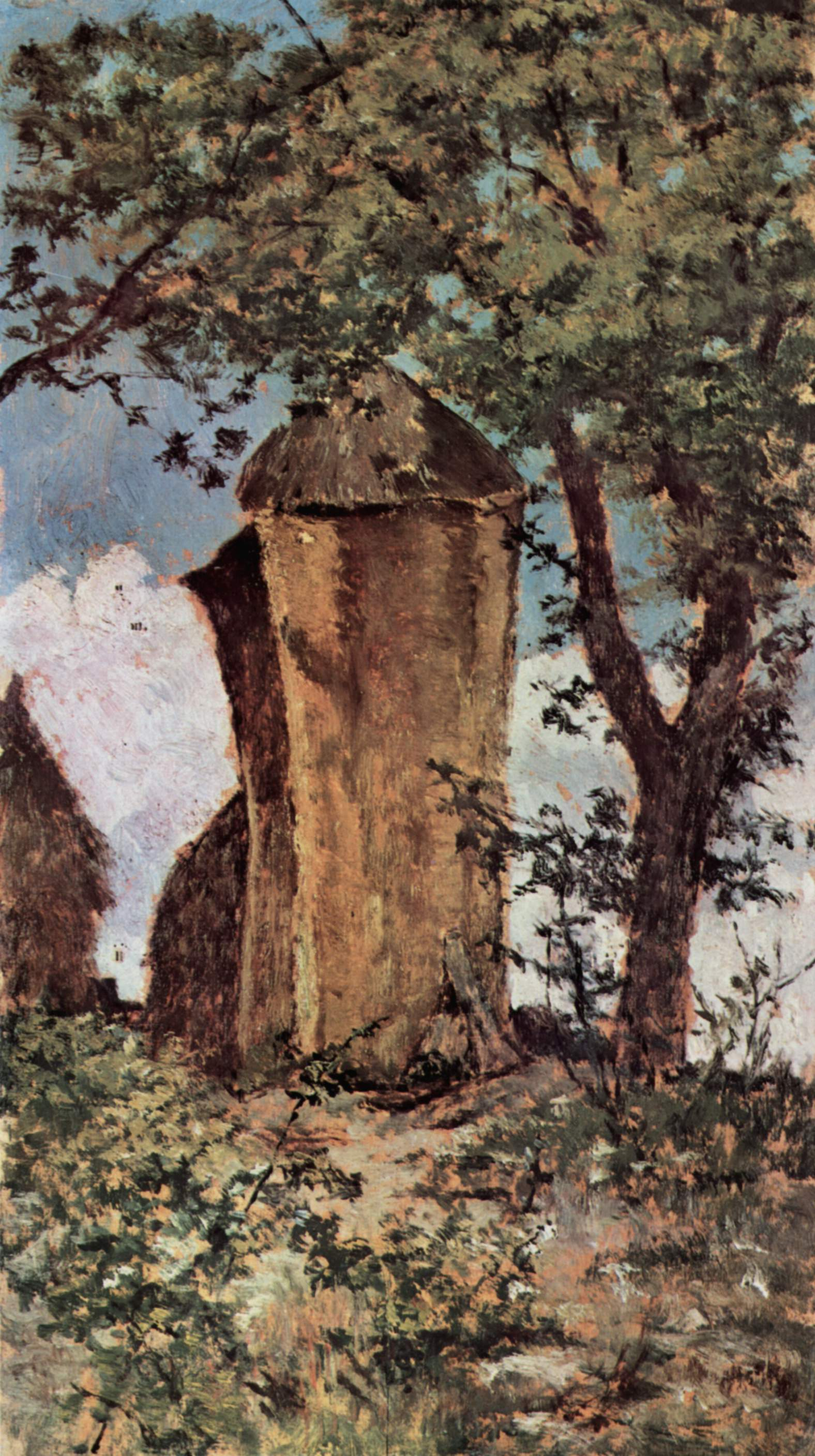
Giovanni Fattori - Höstack, 1866
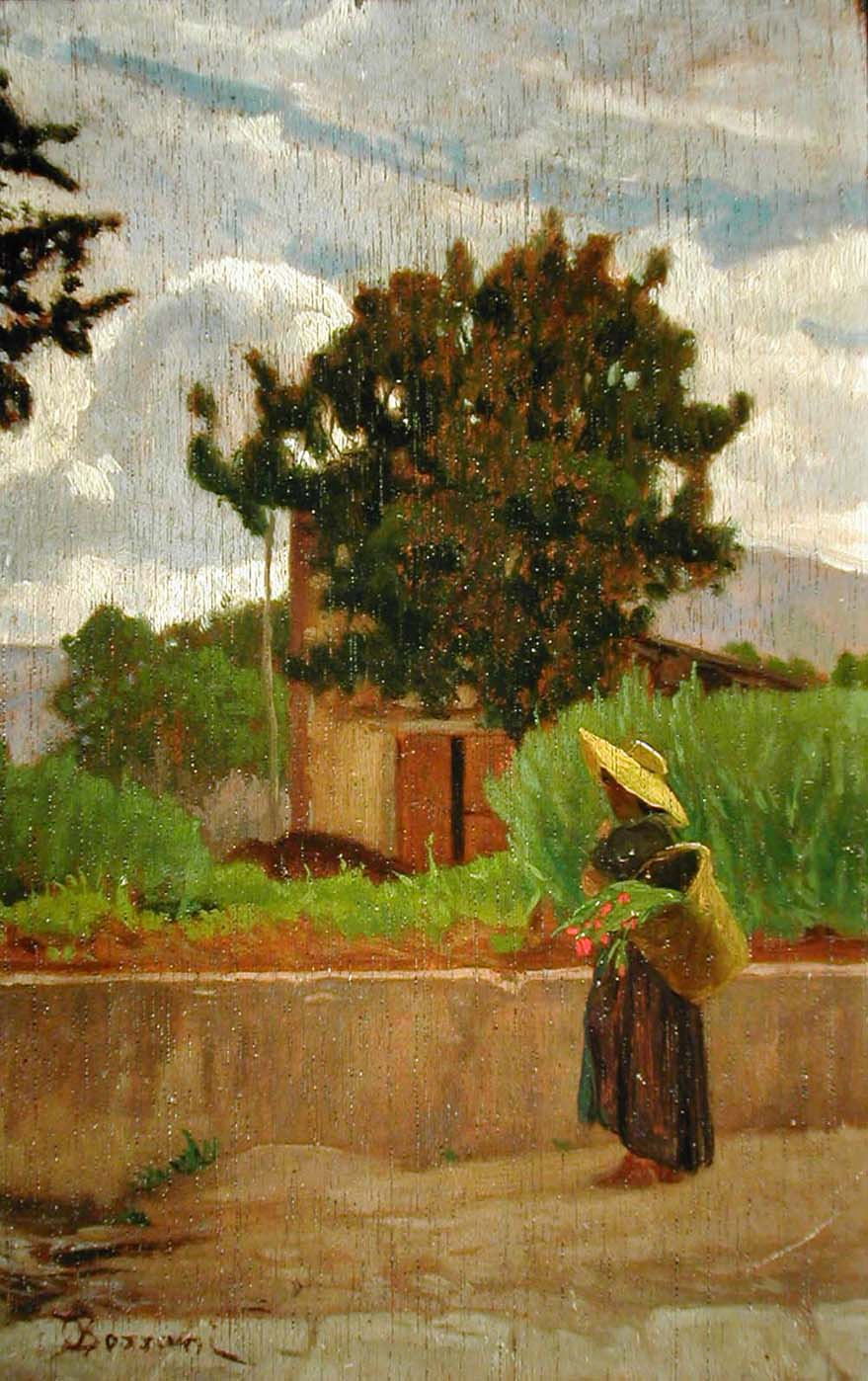
Odoardo Borrani - Contadinella Castiglioncello
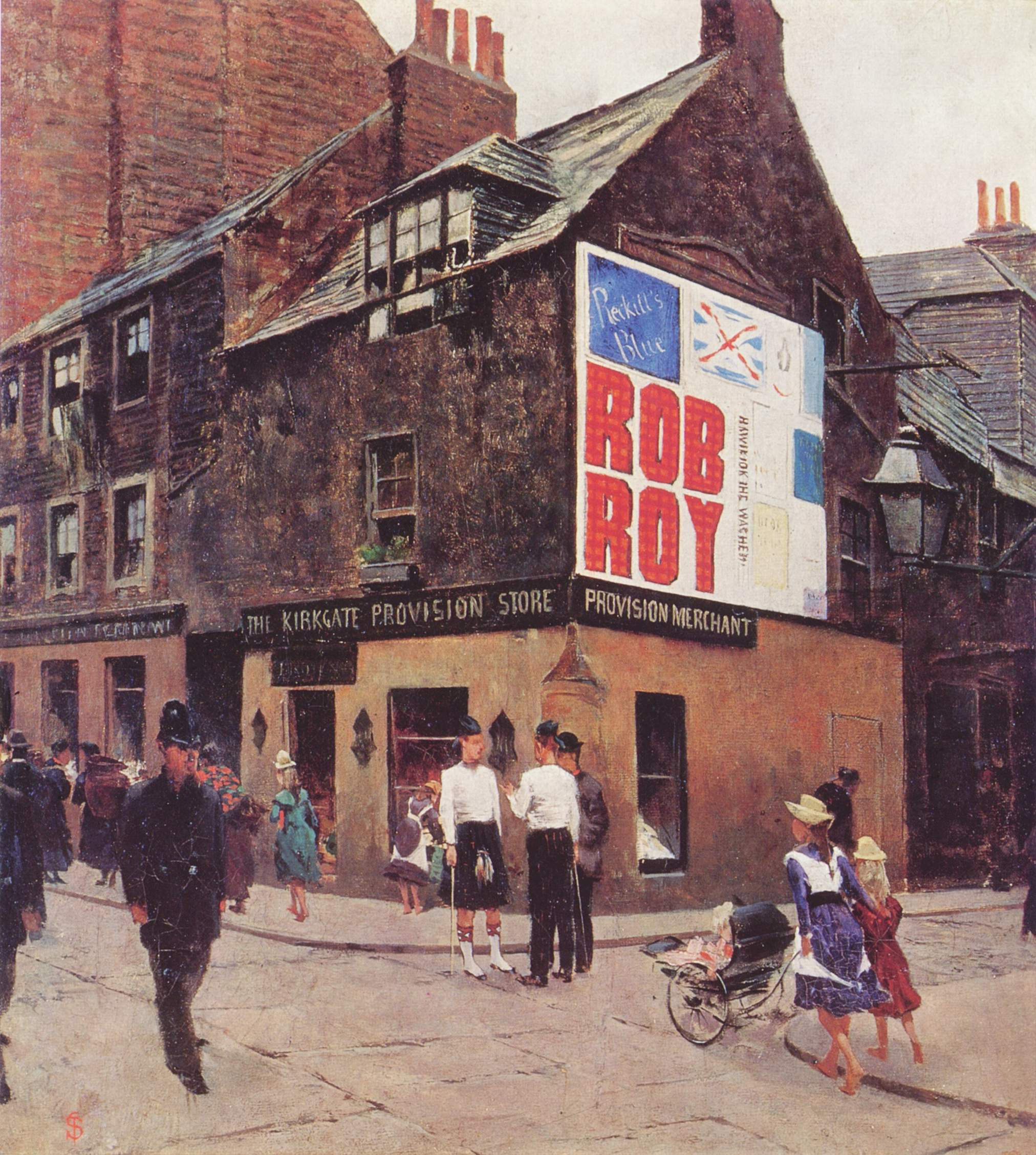
Telemaco Signorini - Leith
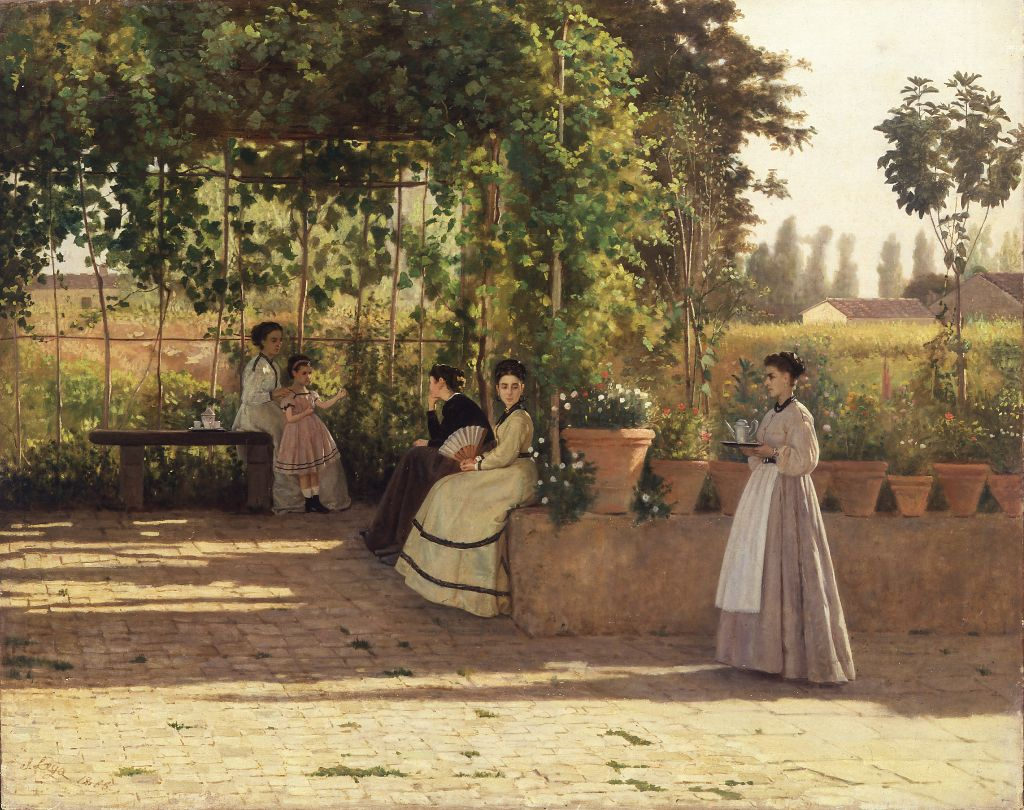
Silvestro Lega - I vinträdgården, 1860